# Similarität (Linguistik)
Similarität (von lateinisch similis „ähnlich“) bezeichnet in der Textlinguistik eine Relation zwischen Lexemen, durch die eine Ähnlichkeit im weitesten Sinne ausgedrückt wird, zum Beispiel:
- A ist B ähnlich,
- A ist B entgegengesetzt,
- A ist komplexer als B,
- A ersetzt B.

Ausgegrenzt werden durch den Begriff vor allem Kontiguitätsrelationen.
Bei Risiko des Missverständnisses kann man sagen, dass Kontiguität in der physikalischen Wirklichkeit, Similarität dagegen in Gedanken besteht. Die beiden Kategorien stehen ganz oben in einer semantischen Klassifikation von Relationen. In der Linguistik spielen sie zum Beispiel eine Rolle 
- als Beziehungen zwischen Bedeutungen (Designata) in der Theorie des semantischen Wandels,
- als Beziehungen zwischen sprachlichen Einheiten im Syntagma und Paradigma,
- als Beziehungen zwischen Sprachen in der Theorie des Sprachvergleichs.